# 四日市合成
四日市合成株式会社（よっかいちごうせい、英文名称Yokkaichi Chemical Co.,Ltd.）は、三重県四日市市に本社・工場を置く化学メーカー。三菱化学と第一工業製薬の共同出資により設立され、各種ファインケミカル製品の製造を行う。2011年（平成23年）4月1日に三菱化学が保有する株式を全て第一工業製薬が買い取り、100%子会社とした。

## 事業所
- 本社・四日市工場 - 〒510-0843 三重県四日市市宮東町二丁目1番地
- 六呂見工場 - 〒510-0881 三重県四日市市六呂見710番地
- 東京事務所 - 〒101-0047 東京都千代田区内神田二丁目12番6号

## 主な製品
アルキレンオキシド付加、第四級アンモニウム塩化、グリシジル化などの技術を得意とし、下記の分野の製品を製造している。
- 溶剤 - フェノキシエタノール、フェノキシプロパノール
- 化粧品原料 - 抗菌剤、保湿剤、親水性基材、反応原料など
- エポキシ樹脂希釈剤
- 界面活性剤
- 機能材料 - 塩化コリン、エマルション造膜助剤など
- 機能材料原料
- 樹脂改良剤
- 受託生産